# チルドレンズ・マーシー・パーク
チルドレンズ・マーシー・パーク (英語：Children's Mercy Park) は、カンザス州カンザスシティに所在するサッカー専用スタジアム。2011年6月完成。

## 概要
当競技場は、2008年から使われていたコミュニティアメリカ・ボールパークの代わりとして建設された。命名権はLivestrong財団が取得しライブストロング・スポルティング・パークとして命名され、6年契約750万ドルであったが、2013年1月15日、命名権契約を解除した。
こけら落としはシカゴ・ファイアー戦だった。
2012年イタリア・トリノで行われたスタジアム・ビジネス賞で最優秀会場賞を受賞。
2015年11月19日に、ミズーリ州・カンザスシティに所在するチルドレンズ・マーシー病院が10年契約で命名権を取得し、チルドレンズ・マーシー・パークとなった。